# ソラ (歌手)
ソラ（本名:キム・ヒョンジョン、1994年12月26日 - ）は、韓国の歌手、女優。ガールズグループ・宇宙少女のメンバーで、ボーカル担当。

## 来歴
2016年、宇宙少女のメンバーとしてデビュー。同年8月、宇宙少女のメンバーのエクシ、スビン、ウンソ、ソンソ、ヨルム、イム・ダヨンと一緒に同じSTARSHIP ENTERTAINMENT所属のMONSTA Xとコラボし、ユニット「Y-Teen」を結成した。
2018年5月2日、STARSHIP ENTERTAINMENTとFantagioが協力して4人のサブユニット「WJMK」のメンバーとしてデビューした。
2024年1月23日、1stシングルアルバム「INSIDE OUT」をリリースし、ソロデビュー予定。

## ディスコグラフィー

### シングルアルバム
| No. | タイトル                     | 収録曲                                             |
| --- | ---------------------------- | -------------------------------------------------- |
| 1st | INSIDE OUT （2024年1月23日） | 1. Without U 2. Let's Talk (Loneliness) 3. NO GIRL |

## 出演

### テレビドラマ
- 「シカゴ・タイプライター」(TvN、2017年)

### ウェブドラマ
- 「グッドモーニング・ディッカー ・バス」(Naver TV、2017年)
- 「イン・アウトサイダー」(VLIVE、 2019年)
- 「ゴーダム」(Netflix、2020年)
- 「ラブ・イン・ブラックホール」(テンセントビデオ、2021年)

### テレビ番組
- 「覆面歌王」(MBC、2021年）